# Caecilia mertensi
Caecilia mertensi là một loài lưỡng cư thuộc họ Caeciliidae.